# Степная пустельга
Степна́я пустельга́ (лат. Falco naumanni) — мелкая хищная птица семейства соколиных, близкая родственница обыкновенной пустельги. Гнездится в Северо-Западной Африке и полосе степей и полупустынь Евразии от Пиренейского полуострова к востоку до Монголии и северного Китая. Зимует в Африке южнее Сахары. Стайная птица, редко встречаемая одиночными парами.
Это один из наиболее пострадавших от хозяйственной деятельности человека пернатых хищников в западной Палеарктике — если в XIX и первой половине XX века степная пустельга считалась распространённым и местами обычным видом, то за последние годы её численность резко сократилась. Птица исчезла из многих районов, где обитала ранее, а в других стала редким видом. Наиболее вероятной причиной деградации называют обширное использование пестицидов и другие усовершенствованные методы борьбы с вредителями в сельском хозяйстве, уничтожающие насекомых — основу питания этих соколов. Другие факторы — уменьшение поголовья овец (более высокая трава уменьшает способность птиц добывать себе пищу), участившиеся засухи в местах зимовок — африканской саванне Сахель, уменьшение мест, пригодных для обустройства гнезда. В международной Красной книге вид до недавнего времени рассматривался как уязвимый, в настоящее время его статус повышен до не вызывающего опасения. В Красной книге России имеет статус таксона, находящегося под угрозой исчезновения (1 категория).
Научное название получила в честь немецкого натуралиста Иоганна Наумана (Johann Andreas Naumann), жившего в XVIII—XIX веках.

## Описание

### Внешний вид
Мелкий, с сизого голубя сокол изящного телосложения, с узкими крыльями. Длина 29—33 см, размах крыльев 58—75 см, вес самцов 90—180 г, вес самок 135—210 г. Внешне похож на обыкновенную пустельгу — в районах совместного обитания определение этих двух видов может вызвать затруднение. Внешние отличия — в среднем более мелкие размеры степной пустельги, различное строение крыла, характерные для каждого вида детали оперения и не похожая друг на друга вокализация. Хвост степной пустельги длинный, широкий и клиновидный (у обыкновенной закруглённый). Полёт более лёгкий, с быстрыми взмахами крыльев, но без тряски. Обе птицы часто зависают в воздухе, что выделяет их среди всех соколов.

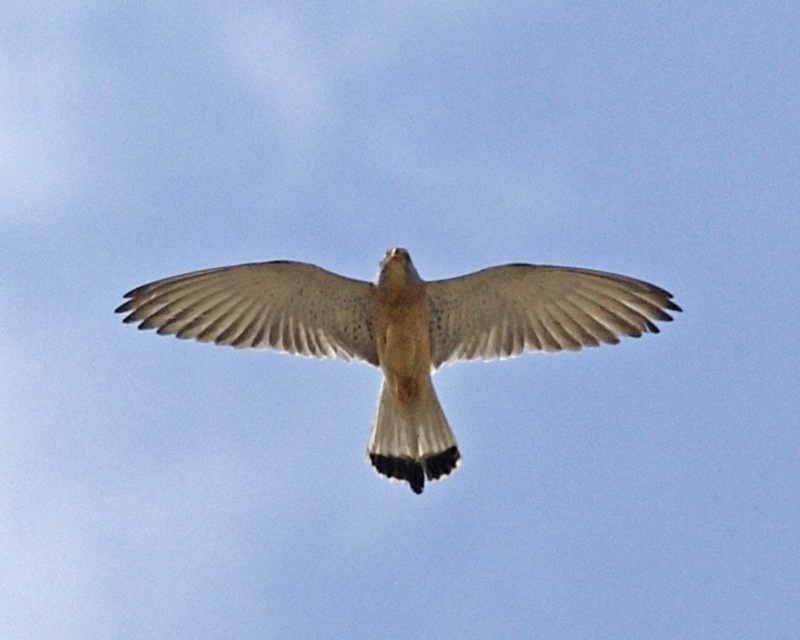
Летящий самец

Взрослый самец имеет контрастное оперение. Голова серая, без чётко выраженных «усов», как у обыкновенной пустельги. Плечи, спина и кроющие крыла кирпично-рыжие без рисунка (у обыкновенной они покрыты густой чёрной рябью). Надхвостье и хвост серые, на конце хвоста развита широкая чёрная полоса с белой вершинной каёмкой. Первостепенные маховые тёмно-бурые, на расстоянии выглядят почти чёрными; второстепенные маховые серые. Низ крыла беловатый, более светлый и монотонный по сравнению с обыкновенной пустельгой. Грудь и брюхо охристые, иногда с небольшими каплевидными пестринами. Самка в сравнении с самцом имеет более тёмный и пёстрый наряд — сверху ржавчато-рыжий (включая голову) с тёмными продольными пестринами, снизу охристый либо белый, также с пестринами, но более редкими. Маховые такие же, как у самцов — чёрно-бурые. Определение одинокой самки степной пустельги от самки обыкновенной в полевых условиях ещё более затруднительно, основное внешнее отличие — у степной брюхо обычно более светлое и имеет меньшее пестрин. Молодые птицы вне зависимости от пола похожи на взрослую самку. Когти у молодых и взрослых птиц белые, тогда как у обыкновенной — тёмные. Радужина каряя, клюв желтоватый либо оранжевый в основании и чёрный на конце. Восковица — тёмно-жёлтая.

### Голос
Очень шумная птица в гнездовых колониях, особенно в период, предшествующий кладке яиц, и после вылета птенцов. На зимовках стайки отдыхающих соколов также ведут себя достаточно шумно. Голос менее резкий и более хриплый, чем у обыкновенной пустельги, с выраженными шипящими и скрипящими звуками. Позывка, часто передаваемая на лету — двух- или трёхсложное хриплое дребезжание, по тональности чем-то напоминающее крик серой куропатки. В российской литературе эту позывку иногда передают как «кик-ки-ки» или «чжи-чжи-чжи». Сигнал возбуждения или тревоги — резкий и отчётливый треск, более быстрый в сравнении с обыкновенной пустельгой. Крик выпрашивания дрожащий и высокий.

## Распространение

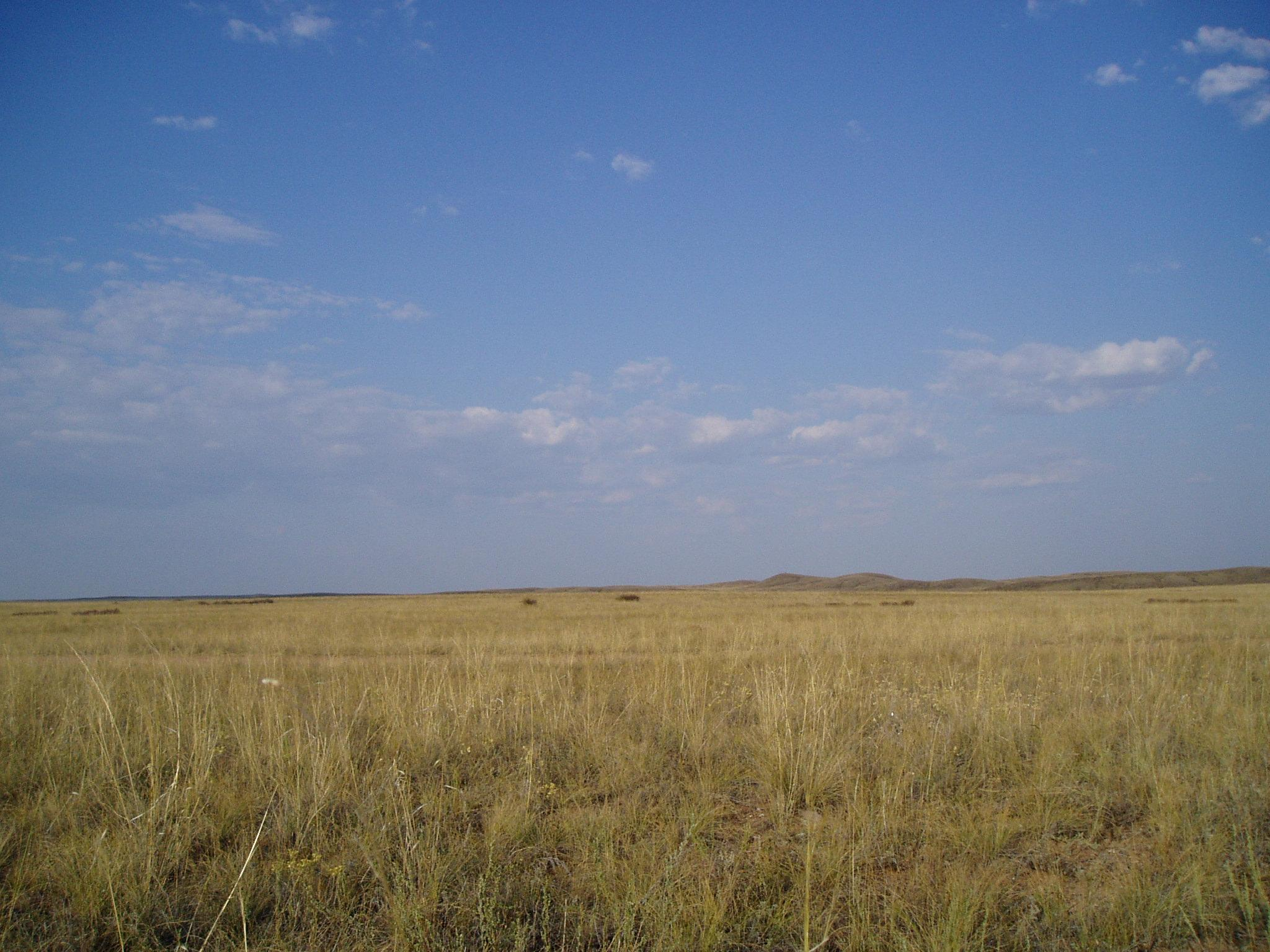
Степь — типичный гнездовой биотоп степной пустельги. На снимке — казахстанская степь в районе озера Балхаш

### Гнездовой ареал
Гнездится в Северо-Западной Африке и Евразии к востоку до Алтайских гор примерно в промежутке между 30° и 50 ° с. ш., преимущественно в полосе степей и полупустынь. В Африке гнездовой ареал включает в себя небольшую область на территории, прилегающей к Средиземному морю — от Марокко к востоку до Туниса, к югу до Высокого Атласа и средней части Туниса. В Южной Европе распространена спорадично, в основном в прибрежных районах Средиземного моря и на островах — Сардинии, Сицилии и Кипре. Единственная крупная популяция на западе материка находится на Пиренейском полуострове (в Испании около 20 тыс. пар). Небольшие гнездовые участки имеются в Португалии, Италии, Греции и Македонии. В Восточной Европе гнездится местами на Украине, в Молдавии, Армении и Азербайджане. В Азии за пределами России распространена в Малой и Средней Азии, северном Иране, северном Афганистане и Монголии . Наиболее восточный участок гнездовий находится в китайской провинции Хубэй.
На территории России изначально два природных участка ареала — один на юго-западе страны (Предкавказье, Северный Кавказ и Южный Урал), второй на юге Сибири (Алтай, Тыва и небольшая область в Забайкалье). Однако начиная со второй половины 1950-х годов гнездовой ареал начал резко сокращаться, в ряде регионов эти соколы либо исчезли вовсе, либо гнездятся единичными парами. Небольшие колонии зарегистрированы в Дагестане, Кабардино-Балкарии и Туве.

### Миграции
Зимует преимущественно в Африке южнее Сахары. В частности, большая концентрация птиц отмечена в Южно-Африканской республике — на территории бывших провинций Трансвааль, Фри-Стейт и Капской. Относительно небольшая часть птиц остаётся на северо-западе континента, а также перемещается на юг Евразии — юг Испании, юг Турции, Азербайджан. Отмечены встречи этих птиц в Индии и, возможно, в Мьянме. В местах зимовок ведёт кочевой образ жизни, собираясь в местах концентрации насекомых. Основная масса покидает места гнездовий в сентябре. Сроки возврата варьируют в зависимости от широты — в Марокко в феврале, в Европе и Азии в марте или апреле. Летят широким фронтом, часто большими смешанными стаями с обыкновенной пустельгой и кобчиком.

### Места обитания

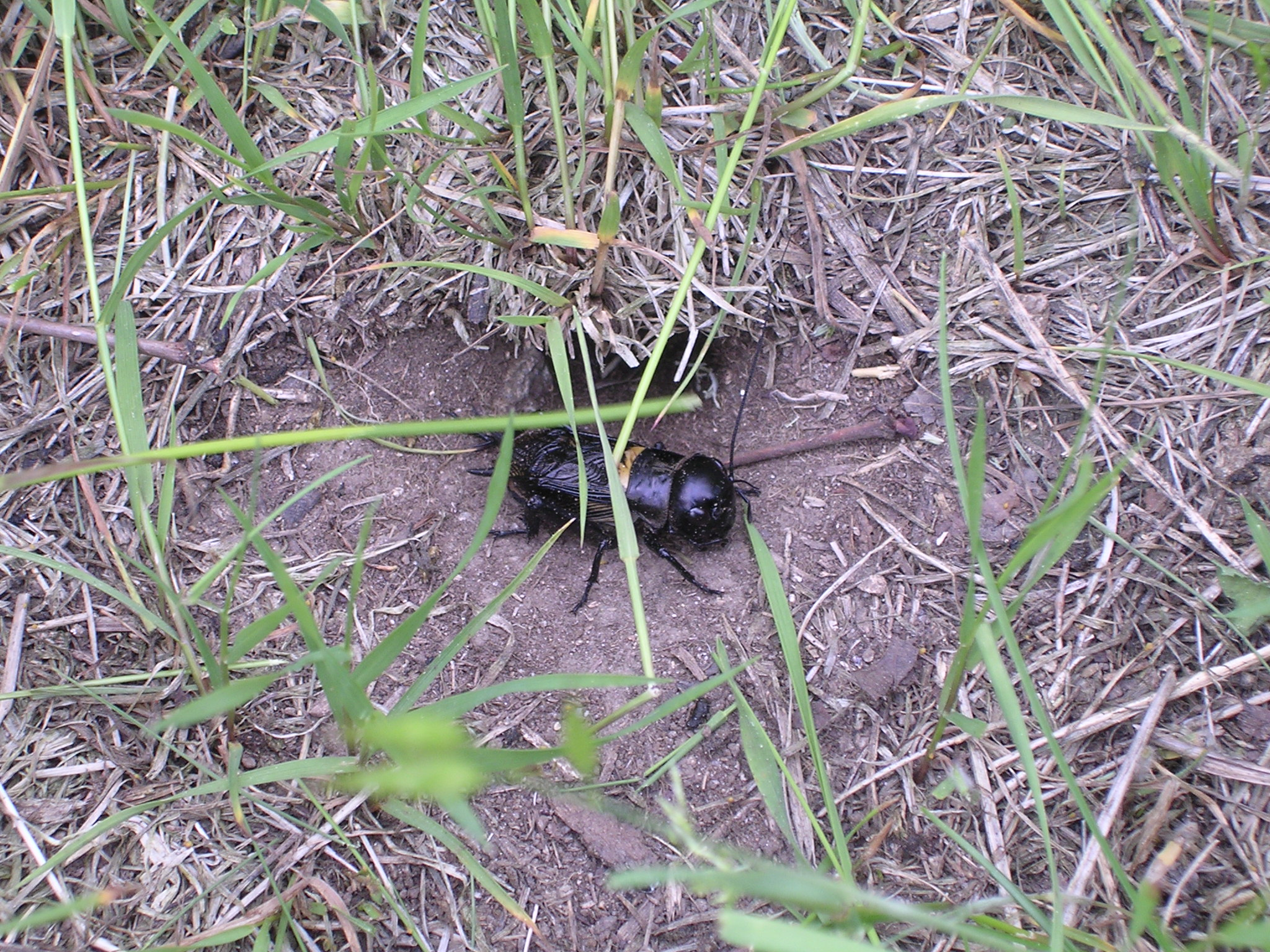
Сверчок полевой (Gryllus campestris) — частая добыча степной пустельги

Населяет преимущественно сухие степи и полупустыни со скудной растительностью и большими участками оголённой почвы. Лишь на северной периферии ареала местами заходит в лесную и даже таёжную зону, однако и здесь придерживается открытых ландшафтов. Высоко в горы не поднимается, в Европе лишь изредка встречаясь на высоте до 500 м над уровнем моря. В Азии встречается выше — до 2200 м в Копетдаге, до 1300—1500 м в Таджикистане, до 3000 м в Тянь-Шане. В Европейской части России гнездится вдоль обрывистых берегов рек с обнажениями горных пород, балок, оврагов, реже среди развалин строений или в населённых пунктах. Для успешного размножения большое значение имеют высокая концентрация насекомых и наличие углублений, в которых устраиваются гнёзда. Такими углублениями обычно служат расщелины и ниши скал и глинистых обрывов, а также ниши в стенах построек — каменных заборов и полуразвалившихся или жилых зданий. Изредка гнездится в норах и дуплах деревьев.
В зимнее время ведёт кочевой образ жизни, следуя за скоплениями насекомых. Так же, как и в гнездовой период, отдаёт предпочтение открытым ландшафтам, таким как саванна, но также может встречаться и в более тенистых биотопах.

## Питание

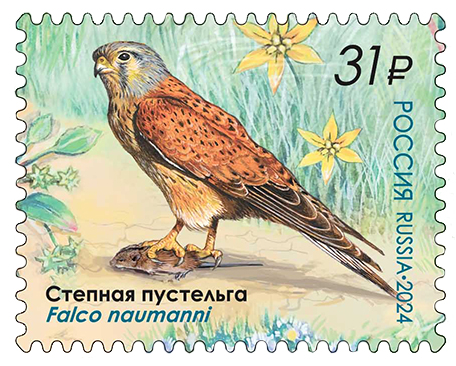
Степная пустельга на почтовой марке 2024 года

Основу рациона составляют насекомые, преимущественно прямокрылые: сверчки, кузнечики, саранча, медведки, стрекозы, различные виды жуков (особенно пластинчатоусые и жужелицы). Иногда поедает многоножек и скорпионов. Весной также употребляет в пищу мелких грызунов вроде степной пеструшки, в Монголии небольших рептилий. В местах зимовок охотно питается термитами и африканскими червями Spodoptera exempta.
Охотится на открытом месте, обычно большими или малыми стаями. В поисках пищи летает низко над землёй, зависая на одном месте при порывах ветра; при обнаружении добычи бросается вниз и хватает её на поверхности земли. Летающих насекомых ловит также в воздухе, в пике или на взлёте. Саранчу и кузнечиков нередко ловит, бегая по земле; иногда насыщается настолько, что неспособна быстро взлететь.

## Размножение

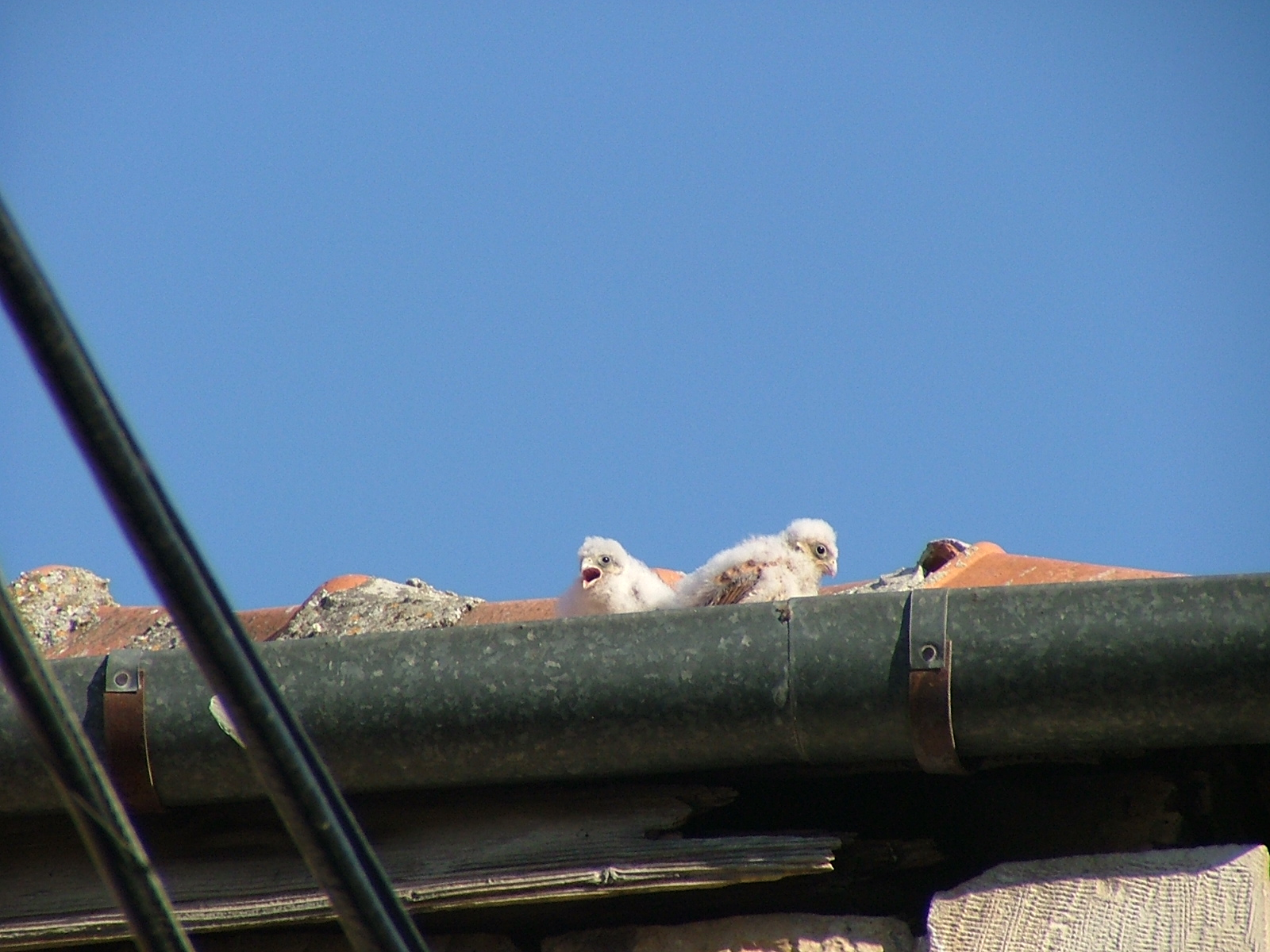
Птенцы степной пустельги на крыше дома

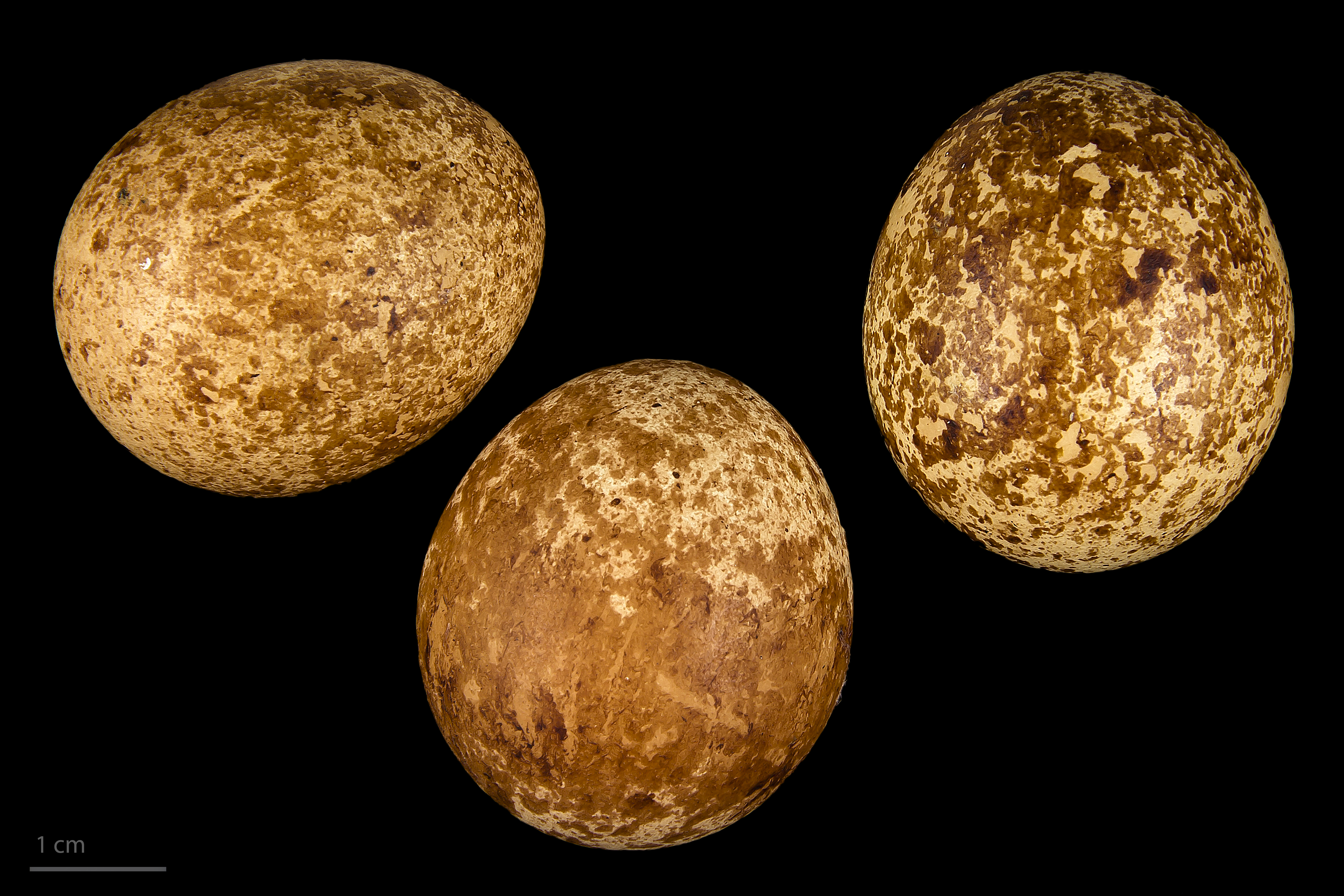
яйцо Falco naumanni - Тулузский музеум

К размножению приступает на первом или втором году жизни. Чаще всего гнездится в колониях, состоящих от 2 до 100, редко большего количества пар. Пары образуются на один сезон. В колонии расстояние между соседними гнёздами варьирует от 1 до 100 м, расстояние между колониями от 1 до 20 км. Прилёт довольно поздний, когда просыпаются насекомые, в России обычно не раньше середины апреля. Первыми к местам гнездовий прибывают самцы, которые сразу же по прилёте приступают к поиску подходящего места для кладки яиц. Демонстративное поведение самцов имеет много общего с поведением обыкновенной пустельги. Различают два основных брачных приёма. В одном из них самец волнообразно подлетает к сидящей самке, которая припадает к земле с распушённым хвостом и уклоняется от столкновения. Второй приём часто предшествует спариванию — самец в воздухе описывает круги, чередуя быстрые взмахи крыльями и парение, извивается и кричит.
В условиях дикой природы гнездо устраивается в нишах и расщелинах скал и глинистых обрывов, между камнями курганов, на склонах холмов. В населённых пунктах гнездится в нишах каменных заборов и стен церквей и других строений, в том числе наполовину разрушенных. Предпочтение отдаёт глубоким, до двух метров, углублениям, хотя бы с тонким слоем мягкого грунта. Гнездо — небольшая ямка, выкопанная самкой, иногда просто расчищенное ровное место. Гнездовой материал отсутствует. Яйца на юге Европы откладываются в середине апреля, на Балканах и Северной Африке в конце апреля, в Центральной и Восточной Европе в начале мая. В кладке 2—6, чаще 3—5 яиц. Скорлупа матовая, бледно-охристого фона — более бледная по сравнению с яйцами обыкновенной пустельги, с ржавчатыми либо красно-бурыми пятнами и крапинами. Размеры яиц (31—38) х (26—31) мм. Насиживает преимущественно самка в течение 28—29 дней, начиная с последнего яйца (у большинства хищных птиц насиживание начинается с началом откладывания яиц). Самец лишь ненадолго подменяет самку, в общей сложности проводя в гнезде не более 5—10 % времени. Птенцы, покрытые густым белым пухом, появляются на свет синхронно. Через несколько дней первый пуховой наряд сменяется вторым — серовато-белым сверху и чисто белым снизу. Первые дни после вылупления самка остаётся в гнезде, в то время как самец добывает корм и приносит его в гнездо. Позднее выкармливают потомство оба родителя, отрыгивая принесённую пищу из клюва в клюв. Вылет птенцов через 26—28 дней.